# Férfi 90 kg-os súlyemelés az 1992. évi nyári olimpiai játékokon
Az 1992. évi nyári olimpiai játékokon a súlyemelés férfi 90 kg-os versenyszámát augusztus 1-én rendezték a Industrial Spain Pavillionban.

## Rekordok
A versenyt megelőzően a következő rekordok voltak érvényben:
| Világrekord     | Szakítás    | Blagoj Blagoev (BUL)    | 195,5 kg | Várna, Bulgária         | 1983. május 1.       |
| Világrekord     | Lökés       | Anatolij Hrapatij (URS) | 235,0 kg | Cardiff, Nagy-Britannia | 1988. április 29.    |
| Világrekord     | Összesített | Viktor Solodov (URS)    | 422,5 kg | Várna, Bulgária         | 1984. szeptember 15. |
| Olimpiai rekord | Szakítás    | Anatolij Hrapatij (URS) | 187,5 kg | Szöul, Dél-Korea        | 1988. szeptember 25. |
| Olimpiai rekord | Lökés       | Anatolij Hrapatij (URS) | 225,0 kg | Szöul, Dél-Korea        | 1988. szeptember 25. |
| Olimpiai rekord | Összesített | Anatolij Hrapatij (URS) | 412,5 kg | Szöul, Dél-Korea        | 1988. szeptember 25. |

A versenyen új olimpiai rekord született:
| Szakítás | Szergej Szircov (EUN) | 190,0 kg | Barcelona, Spanyolország | 1992. augusztus 1. |
| Lökés    | Kahi Kahiasvili (EUN) | 235,0 kg | Barcelona, Spanyolország | 1992. augusztus 1. |

## Versenynaptár
| Dátum                       | Forduló |
| --------------------------- | ------- |
| 1992. augusztus 1., szombat | Döntő   |

## Eredmények
Az eredmények kilogrammban értendők. A rövidítés jelentése a következő:
| - OR: olimpiai rekord - =WR: világrekord beállítás | - =OR: olimpiai rekord beállítás - DNF: érvényes kísérlet nélkül |

### Végeredmény
| H     | Név                              | Nemzet                  | Cs | Súly  | Szakítás | Szakítás | Szakítás | Szakítás | Lökés | Lökés | Lökés | Lökés     | Össz.     |
| H     | Név                              | Nemzet                  | Cs | Súly  | 1        | 2        | 3        | E        | 1     | 2     | 3     | E         | Össz.     |
| ----- | -------------------------------- | ----------------------- | -- | ----- | -------- | -------- | -------- | -------- | ----- | ----- | ----- | --------- | --------- |
| Arany | Kahi Kahiasvili                  | Egyesített Csapat (EUN) | A  | 89,25 | 170,0    | 175,0    | 177,5    | 177,5    | 220,0 | 225,0 | 235,0 | 235,0 =WR | 412,5 =OR |
| Ezüst | Szergej Szircov                  | Egyesített Csapat (EUN) | A  | 89,45 | 177,5    | 185,0    | 190,0    | 190,0 OR | 217,5 | 222,5 | 222,5 | 222,5     | 412,5 =OR |
| Bronz | Sergiusz Wołczaniecki            | Lengyelország (POL)     | A  | 89,35 | 172,5    | 177,5    | 177,5    | 172,5    | 220,0 | 232,5 | 232,5 | 220,0     | 392,5     |
| 4.    | Kim Bjongcshan (Kim Byeong-Chan) | Dél-Korea (KOR)         | A  | 87,95 | 170,0    | 175,0    | 175,0    | 170,0    | 210,0 | 222,5 | 222,5 | 210,0     | 380,0     |
| 5.    | Ivan Csakarov                    | Bulgária (BUL)          | A  | 89,25 | 170,0    | 170,0    | 175,0    | 170,0    | 207,5 | 212,5 | 212,5 | 207,5     | 377,5     |
| 6.    | Emilio Lara                      | Kuba (CUB)              | A  | 88,60 | 165,0    | 165,0    | 167,5    | 165,0    | 200,0 | 210,0 | 212,5 | 210,0     | 375,0     |
| 7.    | Peter May                        | Nagy-Britannia (GBR)    | B  | 89,45 | 155,0    | 155,0    | 160,0    | 160,0    | 190,0 | 195,0 | 195,0 | 195,0     | 355,0     |
| 8.    | Harvey Goodman                   | Ausztrália (AUS)        | A  | 89,40 | 152,5    | 157,5    | 157,5    | 157,5    | 192,5 | 197,5 | 197,5 | 192,5     | 350,0     |
| 9.    | Cédric Plançon                   | Franciaország (FRA)     | A  | 84,70 | 152,5    | 157,5    | 160,0    | 157,5    | 182,5 | 187,5 | 192,5 | 187,5     | 345,0     |
| 10.   | Dudás István                     | Magyarország (HUN)      | B  | 89,90 | 152,5    | 157,5    | 157,5    | 157,5    | 180,0 | 187,5 | 187,5 | 187,5     | 345,0     |
| 11.   | Halász István                    | Magyarország (HUN)      | B  | 87,65 | 152,5    | 152,5    | 155,0    | 152,5    | 190,0 | 197,5 | 197,5 | 190,0     | 342,5     |
| 12.   | Jun Cshol (Yun Chol)             | Észak-Korea (PRK)       | B  | 89,25 | 150,0    | 150,0    | 155,0    | 150,0    | 190,0 | 190,0 | 200,0 | 190,0     | 340,0     |
| 13.   | Brett Brian                      | Egyesült Államok (USA)  | B  | 89,00 | 145,0    | 150,0    | 155,0    | 150,0    | 187,5 | 192,5 | 192,5 | 187,5     | 337,5     |
| 14.   | Yvan Darsigny                    | Kanada (CAN)            | B  | 86,00 | 145,0    | 145,0    | 150,0    | 150,0    | 175,0 | 185,0 | 190,0 | 185,0     | 335,0     |
| 15.   | Keijo Tahvanainen                | Finnország (FIN)        | B  | 89,80 | 142,5    | 147,5    | 150,0    | 147,5    | 182,5 | 187,5 | 190,0 | 187,5     | 335,0     |
| 16.   | Mahmoud Mahgoub                  | Egyiptom (EGY)          | B  | 89,00 | 140,0    | 150,0    | 155,0    | 150,0    | 170,0 | 180,0 | 180,0 | 180,0     | 330,0     |
| 17.   | Janne Kanerva                    | Finnország (FIN)        | B  | 88,55 | 142,5    | 147,5    | 150,0    | 147,5    | 180,0 | 180,0 | 185,0 | 180,0     | 327,5     |
| 18.   | Keith Boxell                     | Nagy-Britannia (GBR)    | B  | 89,55 | 145,0    | 152,5    | 152,5    | 145,0    | 170,0 | 177,5 | 185,0 | 177,5     | 322,5     |
| 19.   | Paul Enuki                       | Pápua Új-Guinea (PNG)   | B  | 88,10 | 122,5    | 122,5    | 122,5    | 122,5    | 162,5 | 162,5 | 170,0 | 170,0     | 292,5     |
| 20.   | Casiano Tejeda                   | Bolívia (BOL)           | B  | 89,15 | 122,5    | 127,5    | 127,5    | 127,5    | 152,5 | 157,5 | 160,0 | 157,5     | 285,0     |
| 21.   | Eric Brown                       | Amerikai Szamoa (ASA)   | B  | 89,05 | 125,0    | 130,0    | 132,5    | 125,0    | 157,5 | 165,0 | 165,0 | 157,5     | 282,5     |
|       | Hasszán el-Kajszi                | Libanon (LIB)           | B  | 89,30 | 152,5    | -        | -        | 152,5    | -     | -     | -     | DNF       | DNF       |
|       | Atallah Abdullah                 | Irak (IRQ)              | A  | 88,15 | 160,0    | 160,0    | -        | DNF      | -     | -     | -     | -         | DNF       |